# María Fernanda Rojas Pedraza
 María Fernanda Rojas Pedraza (Santa Cruz de la Sierra, 11 de enero de 1991) es una modelo y reina de belleza boliviana, fue designada por la casa de belleza Promociones Gloria como Miss Supranacional Bolivia 2014 que fue coronada por Teresa Talamas, Miss Supranacional Bolivia 2013 quien representó a Bolivia en el Miss Supranacional 2014 realizado en Polonia.

## Biografía
Rojas, nacida en Santa Cruz de la Sierra el 11 de enero de 1991, es egresada de la carrera de Derecho de la Universidad Privada UPSA, es modelo independiente y ha participado como azafata de diferentes empresas e instituciones en diversos eventos.
Con 17 años de edad fue coronada Miss Montero 2008, en una fiesta solidaria organizada por el Comité de Damas del Rotary Club en la sede de la organización. Como Miss Montero 2008 concursó en el Miss Santa Cruz 2009, no clasificó entre las finalistas.
El directorio de Exponorte determinó, la designación de María Fernanda Rojas, como soberana de la vigésima versión. Fue elegida por el jurado calificador de la Fiesta Nacional de la Caña y el Azúcar como la más bella del certamen que terminó el 17 de noviembre de 2012 en instalaciones del Rotary Club Montero.
María Fernanda, representó a Bolivia en el Miss Supranacional 2014 en Polonia compitiendo con más de 80 candidatas de todo el mundo, el certamen terminó el 5 de diciembre, en la cual no logró clasificar entre las finalistas, pero logró posicionarse en el Top 10 del mejor Traje Típico confeccionado por Eduardo Ribera. 
En 2015 fue oficialmente presentada como candidata a Miss Bolivia Mundo 2015 compitiendo con 12 candidatas, no clasificó entre las finalista pero obtuvo tres títulos previos: mejor proyecto Belleza con Propósito, Mejor Sonrisa Crest y Yo Chef Sofia.